# Intamin Amusement Rides
Intamin Amusement Rides (antes llamada Intamin AG) es una empresa con sede en Liechtenstein. Es una de las empresas constructoras de atracciones mecánicas y en especial montañas rusas más famosa del mundo. En Estados Unidos se encuentra una división de esta, con sede en Glen Burnie, Maryland, y está dirigida por Gary Palmer, MD, y Arnold Bernsteiner. "Intamin" es la abreviatura de: International Amusement Industries. La compañía reparte 14 modelos de montañas rusas procedentes de sus talleres en Suiza y Glen Burnie cada año.

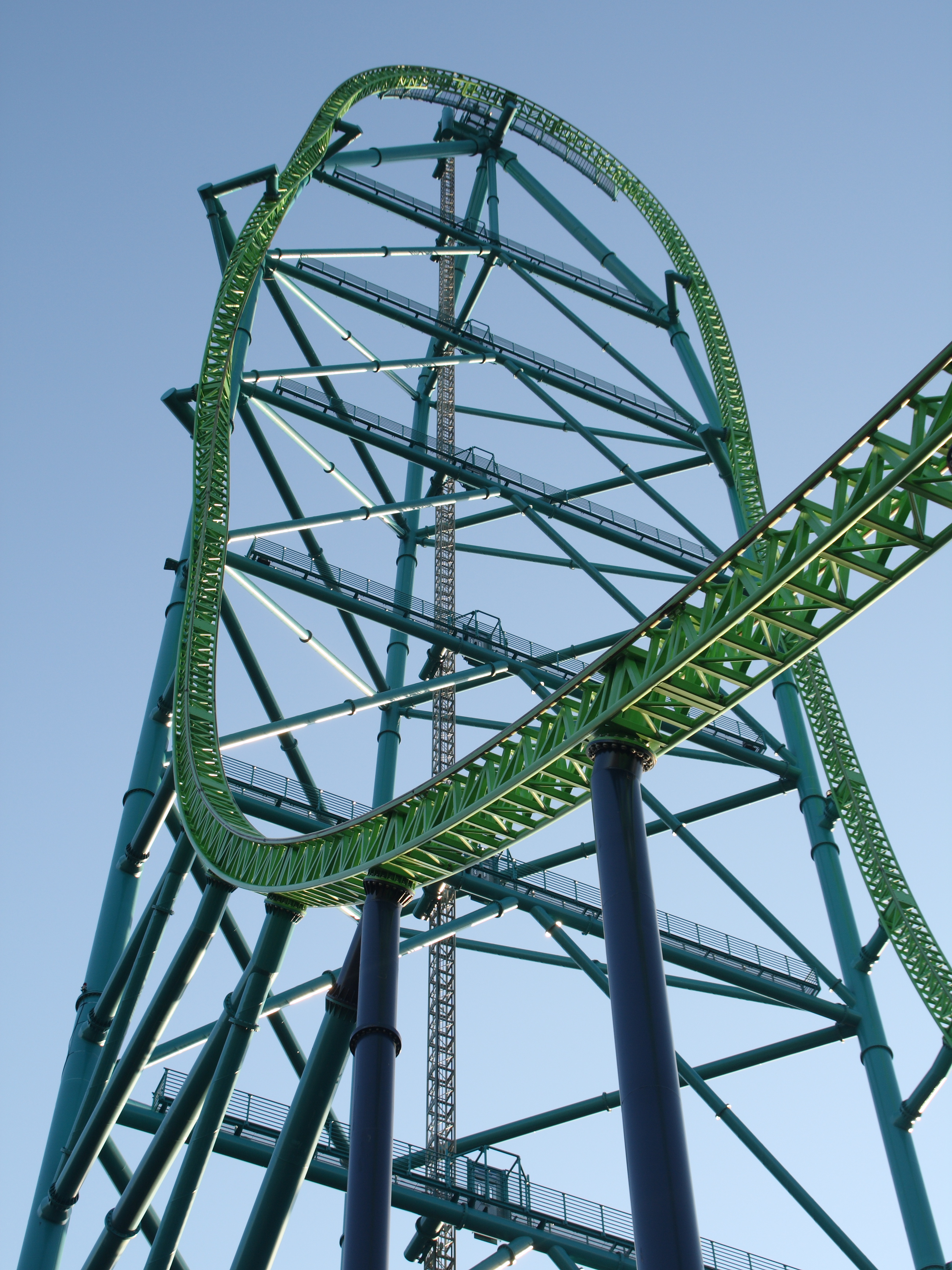
Kingda Ka, en Six Flags Great Adventure

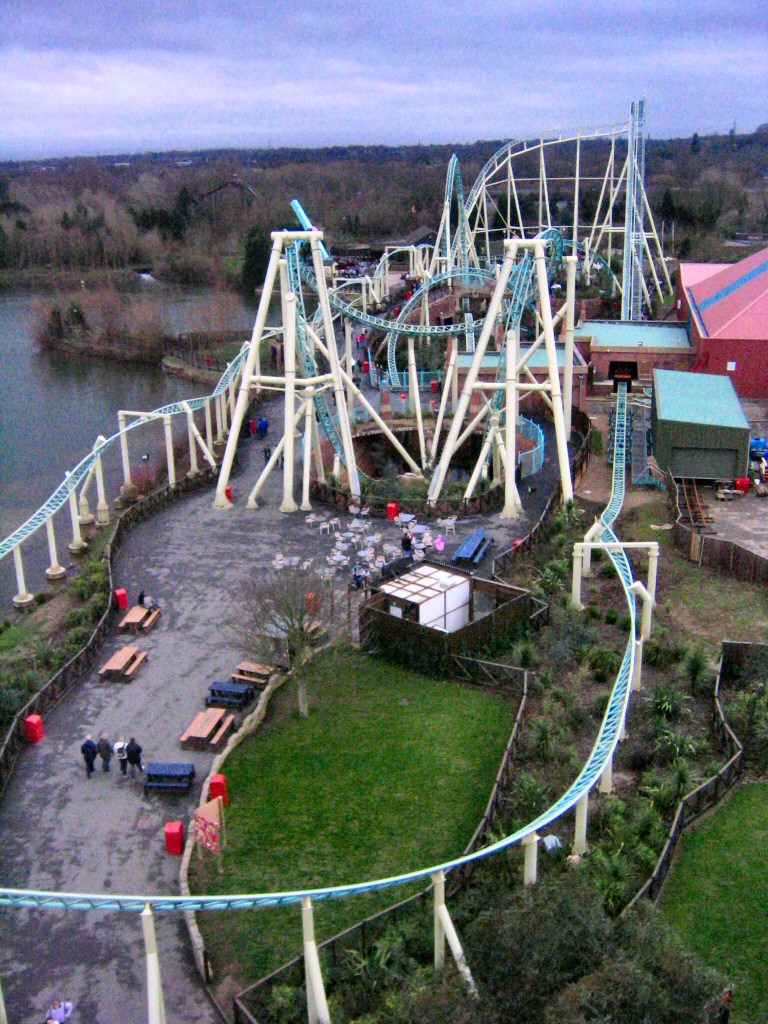
Colossus, en Thorpe Park

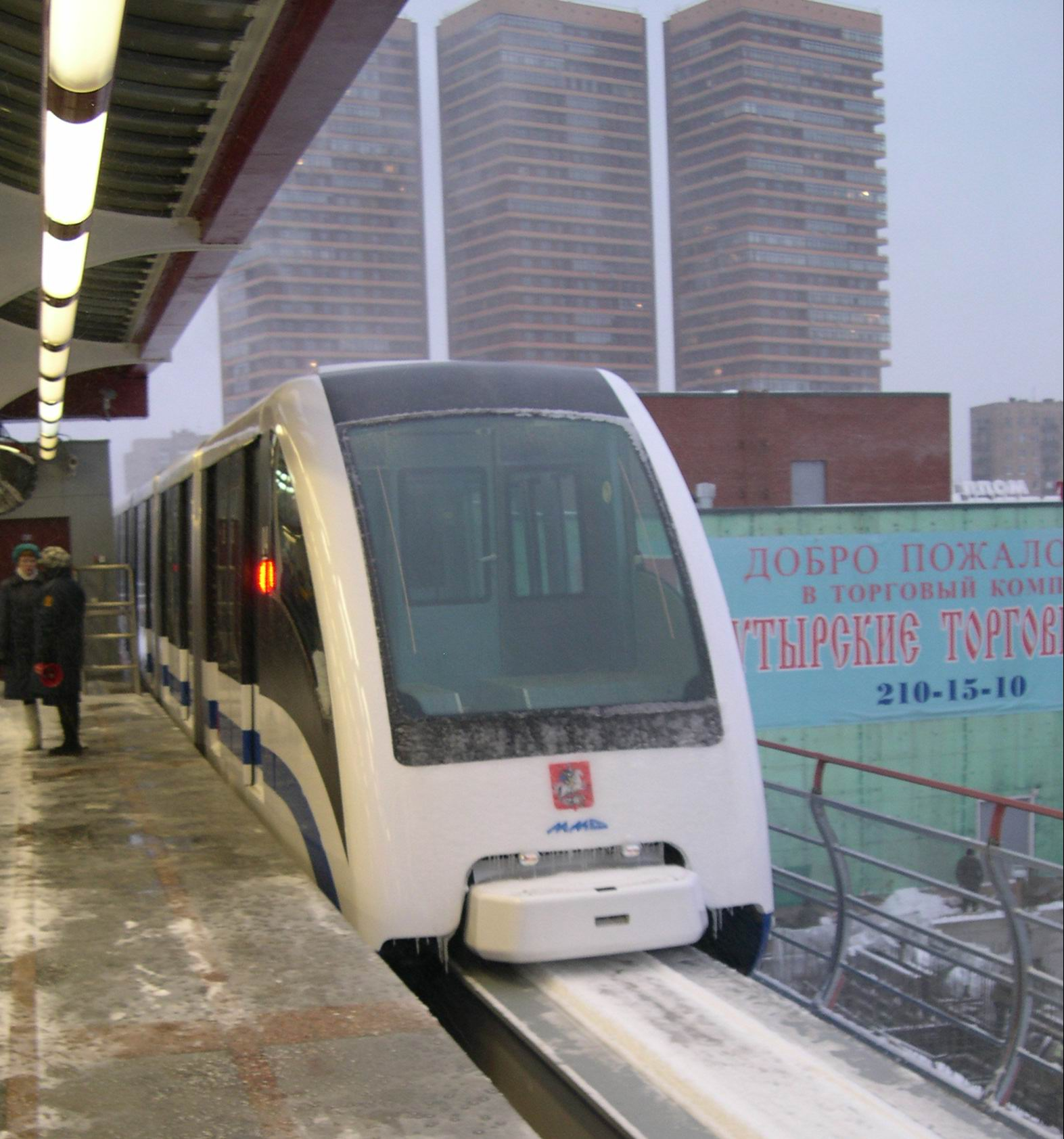
Monorraíl en Moscú construido por Intamin

Intamin es un referente mundial en lo que tiene que ver con el mundo de los parques de diversión. Su primera montaña rusa fue Wilderness Run Cedar Point, en 1979. Desde entonces ha instalado aproximadamente 130 montañas rusas por todo el mundo. Es conocida también por ser la primera en construir una atracción acuática del estilo rápido, y también por construir la primera torre de caída.[cita requerida]

## Productos y tecnología
Intamin es famoso por ser innovador y creativo con sus atracciones. Por ejemplo fue una de las primeras compañías en crear un sistema de propulsión magnética y siguen siendo una de las muchas empresas que continúan usando este en sus montañas rusas.[cita requerida] Intamin también creó el primer sistema de lanzamiento hidráulico, que está siendo poco utilizado ahora para catapultar montañas rusas a velocidades de más de 193 km/h en unos pocos segundos antes de subir hasta alturas de vértigo , este sistema está en decadencia debido al alto mantenimiento que requieren. Sus últimos logros han sido Red Force en Ferrari Land siendo la coaster más rápida de Europa, acelerando a los pasajeros de 0 a 180 km/h en 5,0 segundos y Batman: Gotham City Escape en Parque Warner Madrid, una multilaunch única en Europa con sus tres lanzamientos a lo largo del recorrido, una altura máxima de 45 metros, 4 inversiones y una velocidad punta de 104km/h.
Intamin es también conocido por sus hypercoasters (más de 61 metros de altura) y gigacoasters (más de 91 m). También son los creadores de las dos únicas Stratacoasters (toda montaña rusa de más de 122 metros de altura), la Top Thrill Dragster de Cedar Point y Kingda Ka en Six Flags Great Adventure. Dos de sus montañas rusas ocupan el segundo puesto de los premios Golden Ticket, la Millennium Force (gigacoaster) y Superman: Ride of Steel (megacoaster). También son famosas sus modernas montañas rusas de madera, que usando láminas de madera prefabricada en las vías hacen que sus coasters logren alcanzar mayores velocidades y que los trenes las recorran de una manera más suave. Ejemplos de esto son sus colosales coasters Balder en Liseberg, Colossos en Heide Park, T Express en Everland y El Toro en Six Flags Great Adventure.
Otro nuevo estilo de montaña rusa desarrollado por Intamin es la Ball Coaster, en la que los pasajeros van a ambos lados de la vía, de cuatro en cuatro. A veces es clasificado erróneamente como de la cuarta dimensión, pues los coches también hacen múltiples giros de 360° independientemente de la vía. Solamente existen, actualmente, cuatro coasters de este tipo: Inferno, en Terra Mítica, España, Kirnu, en Linnanmäki, Finlandia, Insane, en Gröna Lund, Suecia y Green Lantern: First Flight, en Six Flags Magic Mountain, California
Fuera de los parques de diversión, Intamin proporciona sistemas que se utilizan tanto en las redes de transporte público como en lugares de interés turístico en todo el mundo.

## Montañas rusas pioneras de Intamin
- American Eagle. Primera montaña rusa de madera construida por Intamin.
- Vertigorama. La más extensa montaña rusa de acero con circuito doble en el mundo (1983).
- Tower of Terror. Primera montaña rusa en superar los 90 metros de altura.
- Superman: Escape from Krypton. Primera montaña rusa de circuito no completo en superar los 120 metros de altura.
- Superman: Ride of Steel. Primera megacoaster.
- Millennium Force. Primera gigacoaster.
- Colossus. Primera montaña rusa con 10 inversiones.
- Xcelerator. Primera megacoaster en utilizar un sistema de lanzamiento hidráulico.
- Top Thrill Dragster. Primera stratacoaster.
- Kingda Ka. Primera montaña rusa en alcanzar los 139 metros de altura y los 206 km/h.

## Montañas rusas más famosas de Intamin
- Colossus en Thorpe Park.
- El Toro en Six Flags Great Adventure.
- Expedition GeForce en Holiday Park.
- Furius Baco en PortAventura Park.
- Indiana Jones and the Temple of Peril en Parc Disneyland.
- Intimidator 305 en Kings Dominion.
- iSpeed en Mirabilandia.
- Kingda Ka en Six Flags Great Adventure.
- Maverick en Cedar Point.
- Millennium Force en Cedar Point.
- Red Force en Ferrari Land.
- Batman: Gotham City Escape en Parque Warner Madrid.
- Stealth en Thorpe Park.
- Top Thrill Dragster en Cedar Point.
- Xcelerator en Knott's Berry Farm

## Accidentes en sus atracciones
Intamin ha sido puesta en objetivo en varias ocasiones por accidentes ocurridos en algunas de sus atracciones causados por fallos, bien mecánicos, o electrónicos de la atracción, o también por negligencias humanas. Alguno de estos accidentes son:
- En 1984, tres personas que viajaban en la montaña rusa The Edge en Marriott's Great America tuvieron que ser hospitalizados al resultar heridos tras sufrir un accidente en la misma. La atracción sufrió un error de software del ordenador central que la controlaba, lo que provocó un mal funcionamiento de la misma.
- En mayo de 1999, un pasajero que viajaba en Superman: Ride of Steel en Darien Lake se salió del tren.
- En 1999, un joven de 12 años de edad cayó desde lo alto de la atracción Drop Zone Stunt Tower en Paramount's Great America. Tras el accidente, se realizaron modificaciones para agregar más severidad a las restricciones de viaje no sólo en esta atracción, sino en todas las torres de caída libre que tiene Intamin alrededor del mundo.
- En septiembre de 2001, una mujer de 40 años perdería la vida al caer de la montaña rusa Perilous Plunge en Knott's Berry Farm. En este caso, la barra de seguridad de la atracción se abriría, probablemente al no haber sido cerrada debidamente por no estar diseñada para cubrir el volumen del cuerpo de la víctima.[1]
- También, hay quien afirma que Intamin incrementó las medidas de seguridad de sus productos en un determinado momento. Este incremento pasaría por que sus arneses sujeten el cuerpo en un mayor área que antiguamente. Se dice que hay gran cantidad de incidentes relacionados con los arneses de la empresa, y su fijación al cuerpo por la cintura en exclusiva, podrían haber causado problemas graves en personas debido a movimientos excesivamente bruscos del tórax y la cabeza. En la actualidad, los arneses utilizados por la compañía protegen en mayor medida a estas partes del cuerpo, ya que siempre cubren al cuerpo desde encima de los hombros, hasta la cintura, al menos.
- En junio de 2007, una niña de 13 años sufrió la amputación de sus dos pies en Superman: Tower of Power, debido a la ruptura de un cable que eleva la góndola.[2]
- En junio de 2008, el mismo incidente con un cable pudo producirse en Hurakan Condor de PortAventura Park, España. Sin embargo, afortunadamente, se detuvo la atracción y nadie resultó herido. Se afirma que ocurrió con anterioridad dos años antes, en 2006, en la misma atracción, aunque ninguna de las dos afirmaciones se ha podido contrastar oficialmente.
- Por último, y tras varios años sin incidentes, el 7 de julio de 2014, un adolescente islandés de 18 años falleció al salir despedido en la última curva de la coaster "Inferno" de Terra Mítica, España, supuestamente por un fallo del arnés agravado por su gran corpulencia. El fallo se produjo supuestamente por una modificación en los arneses de seguridad realizada por el parque sin consultar a Intamin AG.
- En dos ocasiones, la barca del Tutuki Splash en PortAventura Park, se salió del raíl sin dejar heridos.